# Gareth Bale
Gareth Frank Bale (Cardiff, 16 juli 1989) is een voormalig Welsh voetballer die doorgaans als rechtsbuiten speelde. Hij verruilde Tottenham Hotspur in 2013 voor Real Madrid, dat €100.759.417 voor hem betaalde. Daarmee was hij destijds de duurste voetballer aller tijden. In september 2020 werd Bale weer verhuurd aan Tottenham Hotspur en in juli 2022 verruilde hij Real Madrid transfervrij voor Los Angeles FC. Bale debuteerde in mei 2006 in het Welsh voetbalelftal, waarvan hij in 2018 topscorer aller tijden werd.

## Jeugd
Bale werd geboren in Cardiff als de jongste van twee en volgde basisonderwijs op de Egleys Newydd Primary School in de Cardiffse buitenwijk Whitchurch. Zijn talent bleef niet onopgemerkt; met name zijn techniek viel op. Terwijl hij op school zat kreeg hij al snel de aandacht van Southampton toen hij een toernooi speelde met Cardiff Civil Service FC. Ondanks dat hij met zijn team de finale verloor met 4–3, wist hij wel alle drie de doelpunten voor zijn rekening te nemen.
Bale ging naar de Whitchurch High School in Cardiff. Naast zijn school voetbalde hij, en deed hij aan rugby en hockey. Ook was hij een hardloper. Hij deed eindexamen in de zomer van 2005. In zijn laatste jaar op school kreeg hij een onderscheiding voor zijn bijdragen en prestaties op sportgebied.

## Clubcarrière

### Southampton
Op 17 april 2006 maakte Bale op 16-jarige leeftijd zijn debuut in het profvoetbal in het shirt van Southampton FC in de wedstrijd tegen Millwall FC. Hiermee was hij de op een na jongste debutant ooit voor Southampton, een verschil van 132 dagen met Theo Walcott. Zijn eerste competitiedoelpunt maakte hij op 6 augustus later dat jaar in de wedstrijd tegen Derby County.

### Tottenham Hotspur

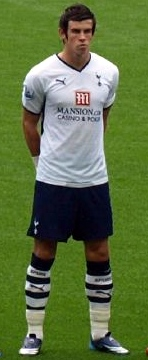
Bale namens Tottenham Hotspur in 2008

In mei 2007 werd bekendgemaakt dat Bale de overstap zou gaan maken naar Tottenham Hotspur, om daar een contract te tekenen dat hem minimaal voor vier jaar aan de club verbond. Tottenham Hotspur had vijf miljoen Pond over voor de toen zeventienjarige voetballer, een bedrag dat via bonussen nog kon oplopen tot tien miljoen. Hij maakte zijn competitiedebuut voor Tottenham tegen Manchester United op 26 augustus 2007.

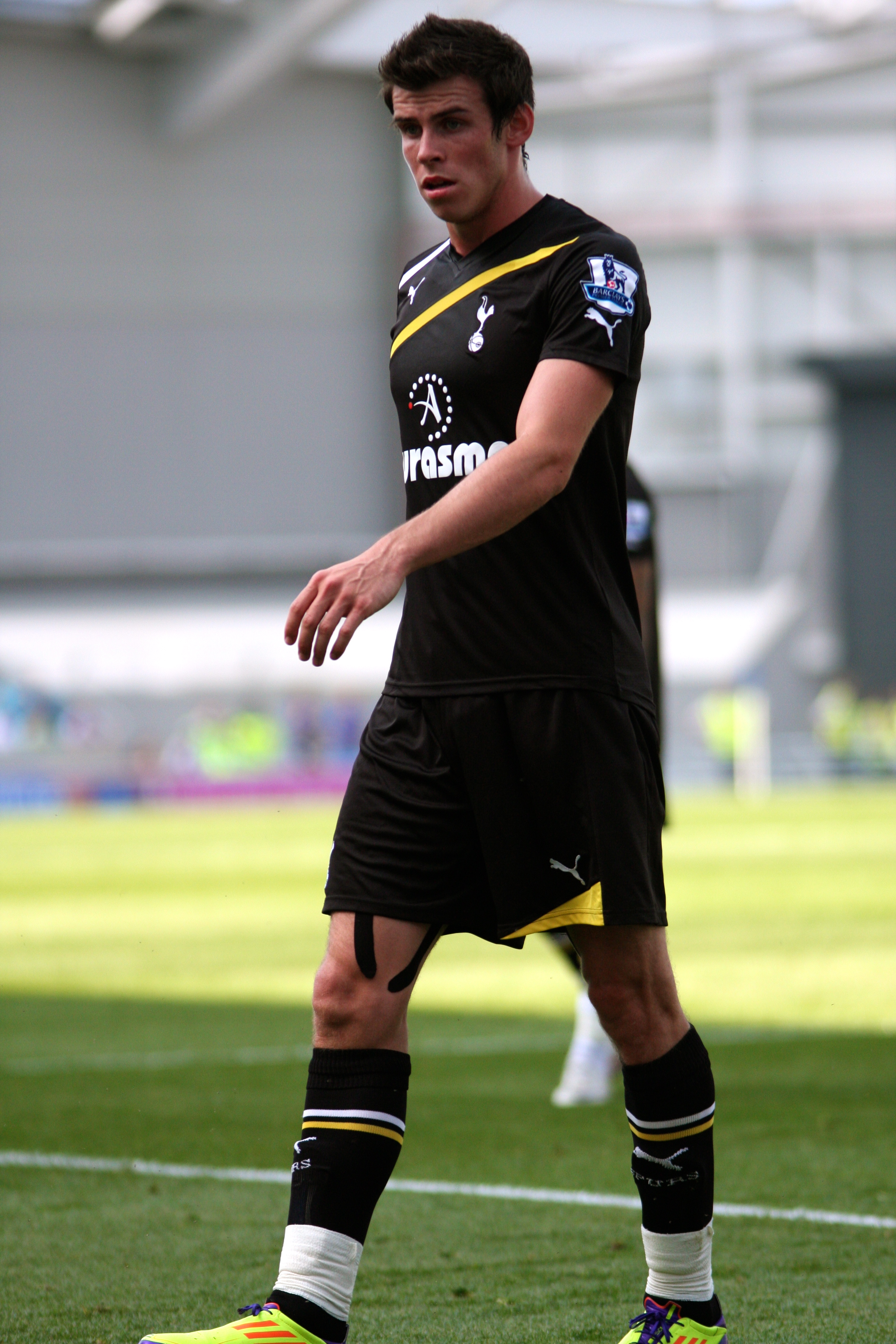
Bale namens Tottenham Hotspur in 2011

In zijn eerste twee seizoenen bij de Spurs wist Bale nog niet te overtuigen. In februari 2008 liep hij een zware enkelblessure op waardoor hij voor de rest van het seizoen uitgeschakeld was. In het seizoen 2008/09 begon Bale als de vaste linksback, maar na een paar slechte wedstrijden werd hij naar de bank verwezen en kreeg Benoît Assou-Ekotto de voorkeur. Pas in oktober 2009 had Bale weer een vaste plek in de basis. In aanloop naar het seizoen 2012/13 verkreeg Bale een ander rugnummer. In plaats van nummer 3 zou hij voortaan met nummer 11 op de rug gaan spelen. Volgens Bale zelf was hij geen linksback meer. Op zijn nieuwe positie als linksbuiten kwam Bale in dat seizoen tot een totaal van 21 doelpunten. Met dit aantal eindigde hij op de derde plaats van de topscorerslijst in de Premier League.

### Real Madrid
Op 1 september 2013 werd bekend dat Bale een zesjarig contract had getekend bij Real Madrid. Nieuwsmedia berichtten dat dit vermoedelijk de duurste transfer tot dan toe was, met een transfersom die rond de 100 miljoen euro zou liggen. Op zaterdag 14 september maakte hij zijn debuut voor de club en nam hij meteen het openingsdoelpunt voor zijn rekening in een competitieduel tegen Villarreal CF (2–2).

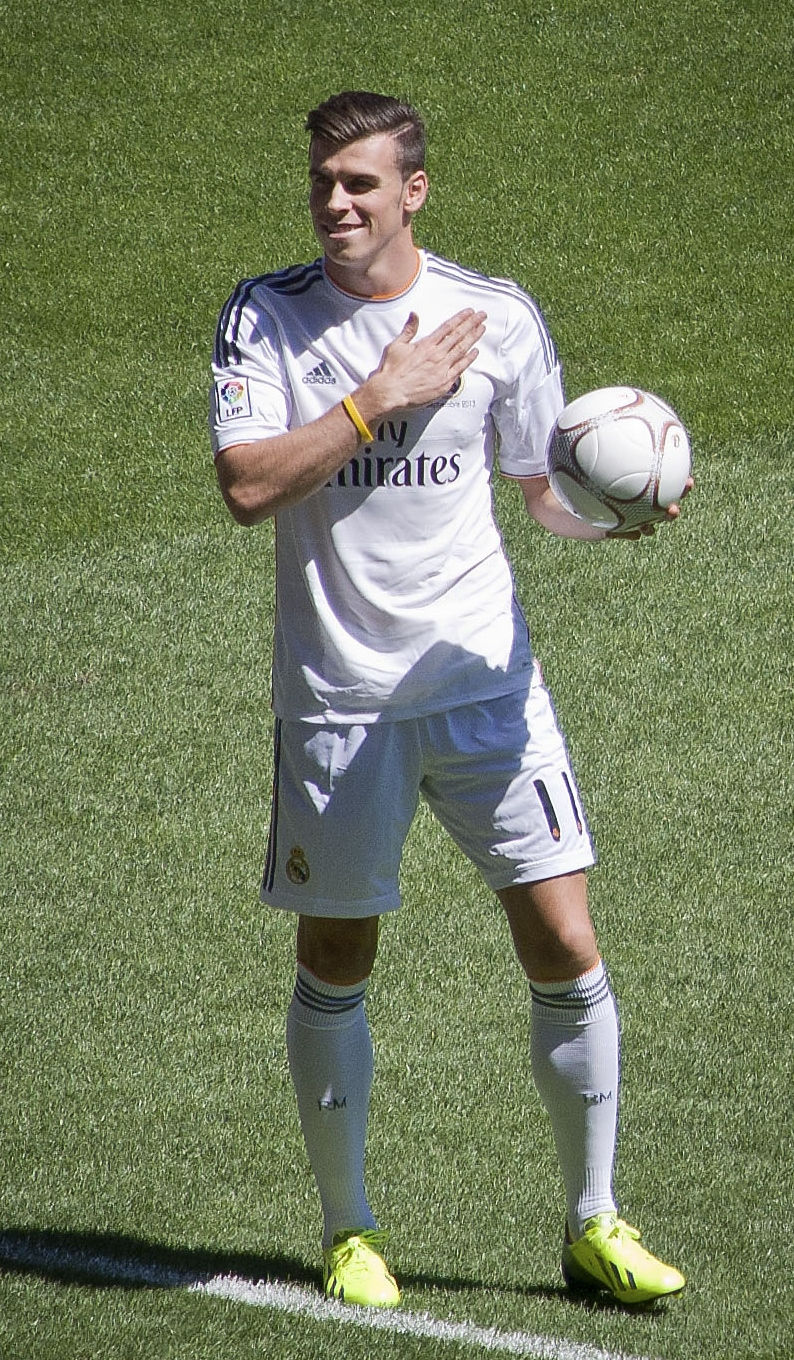
Bale tijdens zijn presentatie bij Real Madrid in 2013

Bale maakte in het seizoen 2013/14 deel uit van het Real dat als eerste club in de geschiedenis voor de tiende keer de UEFA Champions League won. Daarbij scoorde hij in de verlenging de 2–1 in de met 4–1 gewonnen finale tegen Atlético Madrid. In het seizoen 2013/14 won hij met Real tevens de UEFA Super Cup en de FIFA Club World Cup. In het seizoen 2015/16 volgde opnieuw winst van de UEFA Champions League, de UEFA Super Cup en de FIFA Club World Cup. In 2016/17 wist Bale met Real voor de derde keer de UEFA Champions League te veroveren. In het seizoen 2017/18 won Bale zijn vierde UEFA Champions League met Real. Hij maakte in de finale tegen Liverpool zelf de 2–1 en de 3–1. In de halve finale van de FIFA Club World Cup in 2018 scoorde Bale driemaal tegen Kashima Antlers. Hij was de derde speler die een hattrick maakte in die competitie. De eerste helft van seizoen 2019/20 verliep minder goed.

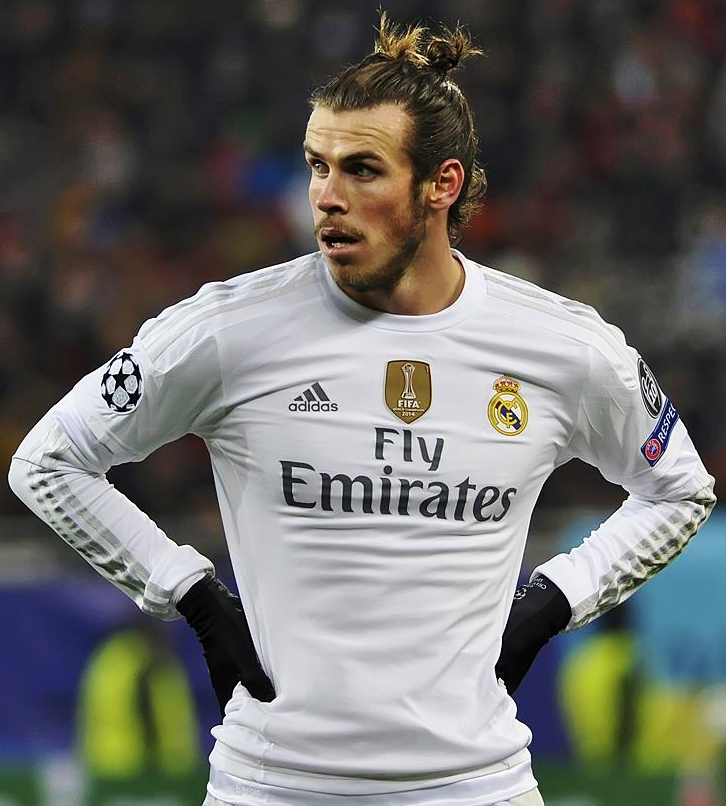
Bale namens Real Madrid in 2015

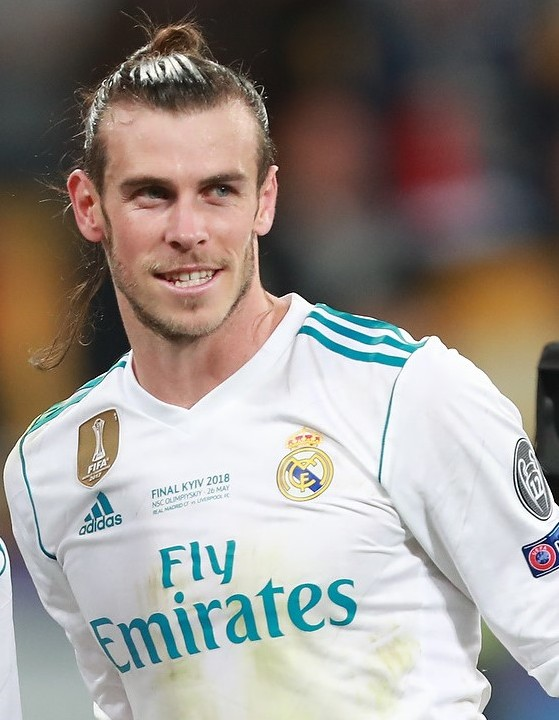
Bale namens Real Madrid in 2018

### Verhuur aan Tottenham Hotspur
In september 2020 werd Bale voor een seizoen verhuurd aan zijn oude club Tottenham Hotspur.

### Terugkeer bij Real Madrid
Tijdens het seizoen 2021/22 had Bale weinig tot geen speeltijd, wel werd hij opnieuw landskampioen en won hij met Real Madrid de veertiende Europacup I/UEFA Champions League. Op 1 juni 2022 maakte Bale op sociale media door middel van een brief bekend dat hij na negen jaar afscheid nam van de club en transfervrij vertrok.

### Los Angeles FC
Eind juni 2022 werd bekend dat Bale vanaf 7 juli 2022 (opening Amerikaanse tranfermarkt) transfervrij de overstap zou maken naar Los Angeles FC. Hij bracht dit zelf met de woorden "See you soon, Los Angeles" naar buiten via social media. Het ging om een contract voor een jaar, met een optie voor nog eens achttien maanden. Bij Los Angeles FC is hij ploeggenoot van Giorgio Chiellini.
Op 9 januari 2023 maakte hij bekend per direct te stoppen als profvoetballer.

## Clubstatistieken
| Seizoen     | Club                | Competitie          | Competitie | Competitie | Competitie | Beker | Beker | Beker | Internationaal | Internationaal | Internationaal | Totaal | Totaal | Totaal |
| Seizoen     | Club                | Competitie          | Wed.       | Dlp.       | Ass.       | Wed.  | Dlp.  | Ass.  | Wed.           | Dlp.           | Ass.           | Wed.   | Dlp.   | Ass.   |
| ----------- | ------------------- | ------------------- | ---------- | ---------- | ---------- | ----- | ----- | ----- | -------------- | -------------- | -------------- | ------ | ------ | ------ |
| 2005/06     | Southampton         | Championship        | 2          | 0          | 0          | 0     | 0     | 0     | —              | —              | —              | 2      | 0      | 0      |
| 2006/07     | Southampton         | Championship        | 38         | 5          | 11         | 4     | 0     | 1     | —              | —              | —              | 42     | 5      | 12     |
| Club Totaal | Club Totaal         | Club Totaal         | 41         | 5          | 11         | 4     | 0     | 1     | 0              | 0              | 0              | 45     | 5      | 12     |
| 2007/08     | Tottenham Hotspur   | Premier League      | 8          | 2          | 1          | 1     | 1     | 0     | 3              | 0              | 0              | 12     | 3      | 1      |
| 2008/09     | Tottenham Hotspur   | Premier League      | 16         | 0          | 0          | 7     | 0     | 1     | 7              | 0              | 2              | 30     | 0      | 3      |
| 2009/10     | Tottenham Hotspur   | Premier League      | 23         | 3          | 5          | 11    | 0     | 6     | —              | —              | —              | 34     | 3      | 11     |
| 2010/11     | Tottenham Hotspur   | Premier League      | 30         | 7          | 2          | 0     | 0     | 0     | 11             | 4              | 9              | 41     | 11     | 11     |
| 2011/12     | Tottenham Hotspur   | Premier League      | 36         | 10         | 14         | 4     | 2     | 3     | 2              | 1              | 0              | 42     | 13     | 17     |
| 2012/13     | Tottenham Hotspur   | Premier League      | 33         | 21         | 9          | 3     | 2     | 3     | 8              | 3              | 3              | 44     | 26     | 15     |
| Club Totaal | Club Totaal         | Club Totaal         | 146        | 43         | 31         | 26    | 5     | 13    | 31             | 8              | 14             | 203    | 56     | 58     |
| 2013/14     | Real Madrid         | Primera División    | 27         | 15         | 13         | 5     | 1     | 2     | 12             | 6              | 4              | 44     | 22     | 19     |
| 2014/15     | Real Madrid         | Primera División    | 31         | 13         | 9          | 4     | 0     | 1     | 13             | 4              | 2              | 48     | 17     | 12     |
| 2015/16     | Real Madrid         | Primera División    | 23         | 19         | 11         | 0     | 0     | 0     | 8              | 0              | 3              | 31     | 19     | 14     |
| 2016/17     | Real Madrid         | Primera División    | 19         | 7          | 4          | 0     | 0     | 0     | 8              | 2              | 2              | 27     | 9      | 6      |
| 2017/18     | Real Madrid         | Primera División    | 26         | 16         | 3          | 3     | 1     | 1     | 10             | 4              | 3              | 39     | 21     | 7      |
| 2018/19     | Real Madrid         | Primera División    | 29         | 8          | 4          | 3     | 0     | 0     | 10             | 6              | 3              | 42     | 14     | 7      |
| 2019/20     | Real Madrid         | Primera División    | 16         | 2          | 2          | 1     | 1     | 0     | 3              | 0              | 0              | 20     | 3      | 2      |
| Club Totaal | Club Totaal         | Club Totaal         | 171        | 80         | 46         | 16    | 3     | 4     | 64             | 22             | 17             | 251    | 105    | 67     |
| 2020/21     | → Tottenham Hotspur | Premier League      | 20         | 11         | 2          | 4     | 2     | 0     | 10             | 3              | 1              | 34     | 16     | 3      |
| Club Totaal | Club Totaal         | Club Totaal         | 166        | 54         | 33         | 30    | 7     | 13    | 41             | 11             | 15             | 237    | 72     | 61     |
| 2021/22     | Real Madrid         | Primera División    | 5          | 1          | 0          | 0     | 0     | 0     | 2              | 0              | 0              | 7      | 1      | 0      |
| Club Totaal | Club Totaal         | Club Totaal         | 176        | 81         | 46         | 16    | 3     | 4     | 66             | 22             | 17             | 258    | 106    | 67     |
| 2022        | Los Angeles FC      | Major League Soccer | 12         | 2          | 0          | 1     | 0     | 0     | 0              | 0              | 0              | 13     | 2      | 0      |
| Club Totaal | Club Totaal         | Club Totaal         | 12         | 2          | 0          | 1     | 1     | 0     | 0              | 0              | 0              | 13     | 3      | 0      |
| TOTAAL      | TOTAAL              | TOTAAL              | 394        | 141        | 90         | 51    | 10    | 18    | 107            | 33             | 32             | 553    | 185    | 140    |

## Interlandcarrière
Als speler van Southampton maakte Bale zijn debuut voor Wales op 27 mei 2006 in de vriendschappelijke wedstrijd tegen Trinidad en Tobago in Graz. Ook Arron Davies (Yeovil Town), Jason Brown (Blackburn Rovers) en Glyn Garner (Leyton Orient) maakten voor het eerst hun opwachting voor de nationale ploeg. Wales won het duel met 1–2 door twee treffers van Robert Earnshaw. Bale verving David Vaughan in de 55ste minuut, en werd met zijn zestien jaar en 315 dagen de jongste debutant uit de geschiedenis van Wales. Hij brak het record van zijn ploeggenoot Lewin Nyatanga.
Bale plaatste zich in 2015 met Wales voor het eerst in de geschiedenis van het land voor een EK, het Europees kampioenschap voetbal 2016. Op dit toernooi maakte hij op 11 juni 2016 het eerste Welshe doelpunt. Tijdens de met 2-1 gewonnen eerste groepswedstrijd tegen Slowakije schoot hij zijn ploeg na tien minuten op 1-0 uit een vrije trap. Wales werd in de halve finale uitgeschakeld door Portugal (0–2), na in de eerdere twee knock-outwedstrijden Noord-Ierland (1–0) en België (3–1) te hebben verslagen.
Bale werd op 22 maart 2018 topscorer aller tijden van de Welshe nationale ploeg. Hij scoorde die dag drie keer in een oefenwedstrijd in en tegen China (0–6). Daarmee kwam hij op 29 doelpunten voor Wales, één meer dan voormalig recordhouder Ian Rush.
Bale speelde met Wales ook op het WK 2022 in Qatar en scoorde vanaf de strafschopstip in het eerste duel tegen de Verenigde Staten (1–1). Wales overleefde de groepsfase niet. Bale speelde in het laatste groepsduel tegen Engeland (0–3 verlies) zijn 111e en laatste interland, een nationaal record. Bale kwam in die 111 duels tot 41 doelpunten.
| Interlands van Gareth Bale voor Wales | Interlands van Gareth Bale voor Wales | Interlands van Gareth Bale voor Wales | Interlands van Gareth Bale voor Wales | Interlands van Gareth Bale voor Wales | Interlands van Gareth Bale voor Wales |
| №                                     | Datum                                 | Wedstrijd                             | Uitslag                               | Soort wedstrijd                       | Doelpunten                            |
| Als speler bij Southampton            | Als speler bij Southampton            | Als speler bij Southampton            | Als speler bij Southampton            | Als speler bij Southampton            | Als speler bij Southampton            |
| ------------------------------------- | ------------------------------------- | ------------------------------------- | ------------------------------------- | ------------------------------------- | ------------------------------------- |
| 1.                                    | 27 mei 2006                           | Trinidad en Tobago – Wales            | 1 – 2                                 | Vriendschappelijk                     |                                       |
| 2.                                    | 5 september 2006                      | Brazilië – Wales                      | 2 – 0                                 | Vriendschappelijk                     |                                       |
| 3.                                    | 7 oktober 2006                        | Wales – Slowakije                     | 1 – 5                                 | Kwalificatie EK 2008                  | 37'                                   |
| 4.                                    | 11 oktober 2006                       | Wales – Cyprus                        | 3 – 1                                 | Kwalificatie EK 2008                  |                                       |
| 5.                                    | 24 maart 2007                         | Ierland – Wales                       | 1 – 0                                 | Kwalificatie EK 2008                  |                                       |
| 6.                                    | 28 maart 2007                         | Wales – San Marino                    | 3 – 0                                 | Kwalificatie EK 2008                  | 20'                                   |
| Als speler bij Tottenham Hotspur      |                                       |                                       |                                       |                                       |                                       |
| 7.                                    | 22 augustus 2007                      | Bulgarije – Wales                     | 0 – 1                                 | Vriendschappelijk                     |                                       |
| 8.                                    | 8 september 2007                      | Wales – Duitsland                     | 0 – 2                                 | Kwalificatie EK 2008                  |                                       |
| 9.                                    | 12 september 2007                     | Slowakije – Wales                     | 2 – 5                                 | Kwalificatie EK 2008                  |                                       |
| 10.                                   | 13 oktober 2007                       | Cyprus – Wales                        | 3 – 1                                 | Kwalificatie EK 2008                  |                                       |
| 11.                                   | 17 oktober 2007                       | San Marino – Wales                    | 1 – 2                                 | Kwalificatie EK 2008                  |                                       |
| 12.                                   | 6 september 2008                      | Wales – Azerbeidzjan                  | 1 – 0                                 | Kwalificatie WK 2010                  |                                       |
| 13.                                   | 10 september 2008                     | Rusland – Wales                       | 2 – 1                                 | Kwalificatie WK 2010                  |                                       |
| 14.                                   | 11 oktober 2008                       | Wales – Liechtenstein                 | 2 – 0                                 | Kwalificatie WK 2010                  |                                       |
| 15.                                   | 15 oktober 2008                       | Duitsland – Wales                     | 1 – 0                                 | Kwalificatie WK 2010                  |                                       |
| 16.                                   | 19 november 2008                      | Denemarken – Wales                    | 0 – 1                                 | Vriendschappelijk                     |                                       |
| 17.                                   | 11 februari 2009                      | Wales – Polen                         | 0 – 1                                 | Vriendschappelijk                     |                                       |
| 18.                                   | 28 maart 2009                         | Wales – Finland                       | 0 – 2                                 | Kwalificatie WK 2010                  |                                       |
| 19.                                   | 1 april 2009                          | Wales – Duitsland                     | 0 – 2                                 | Kwalificatie WK 2010                  |                                       |
| 20.                                   | 29 mei 2009                           | Wales – Estland                       | 1 – 0                                 | Vriendschappelijk                     |                                       |
| 21.                                   | 10 oktober 2009                       | Finland – Wales                       | 2 – 1                                 | Kwalificatie WK 2010                  |                                       |
| 22.                                   | 14 oktober 2009                       | Liechtenstein – Wales                 | 0 – 2                                 | Kwalificatie WK 2010                  |                                       |
| 23.                                   | 14 november 2009                      | Wales – Schotland                     | 3 – 0                                 | Vriendschappelijk                     |                                       |
| 24.                                   | 3 maart 2010                          | Wales – Zweden                        | 0 – 1                                 | Vriendschappelijk                     |                                       |
| 25.                                   | 3 september 2010                      | Montenegro – Wales                    | 1 – 0                                 | Kwalificatie EK 2012                  |                                       |
| 26.                                   | 8 oktober 2010                        | Wales – Bulgarije                     | 0 – 1                                 | Kwalificatie EK 2012                  |                                       |
| 27.                                   | 12 oktober 2010                       | Zwitserland – Wales                   | 4 – 1                                 | Kwalificatie EK 2012                  | 12'                                   |
| 28.                                   | 10 augustus 2011                      | Wales – Australië                     | 1 – 2                                 | Vriendschappelijk                     |                                       |
| 29.                                   | 2 september 2011                      | Wales – Montenegro                    | 2 – 1                                 | Kwalificatie EK 2012                  |                                       |
| 30.                                   | 6 september 2011                      | Engeland – Wales                      | 1 – 0                                 | Kwalificatie EK 2012                  |                                       |
| 31.                                   | 7 oktober 2011                        | Wales – Zwitserland                   | 2 – 0                                 | Kwalificatie EK 2012                  | 71'                                   |
| 32.                                   | 11 oktober 2011                       | Bulgarije – Wales                     | 0 – 1                                 | Kwalificatie EK 2012                  | 45'                                   |
| 33.                                   | 12 november 2011                      | Wales – Noorwegen                     | 4 – 1                                 | Vriendschappelijk                     | 12'                                   |
| 34.                                   | 15 augustus 2012                      | Wales – Bosnië en Herzegovina         | 0 – 2                                 | Vriendschappelijk                     |                                       |
| 35.                                   | 7 september 2012                      | Wales – België                        | 0 – 2                                 | Kwalificatie WK 2014                  |                                       |
| 36.                                   | 11 september 2012                     | Servië – Wales                        | 6 – 1                                 | Kwalificatie WK 2014                  | 31'                                   |
| 37.                                   | 12 oktober 2012                       | Wales – Schotland                     | 2 – 1                                 | Kwalificatie WK 2014                  | 81' (pen.), 90'                       |
| 38.                                   | 16 oktober 2012                       | Kroatië – Wales                       | 2 – 0                                 | Kwalificatie WK 2014                  |                                       |
| 39.                                   | 6 februari 2013                       | Wales – Oostenrijk                    | 2 – 1                                 | Vriendschappelijk                     | 21'                                   |
| 40.                                   | 22 februari 2013                      | Schotland – Wales                     | 1 – 2                                 | Kwalificatie WK 2014                  |                                       |
| 41.                                   | 26 februari 2013                      | Wales – Kroatië                       | 1 – 2                                 | Kwalificatie WK 2014                  | 21' (pen.)                            |
| Als speler bij Real Madrid            |                                       |                                       |                                       |                                       |                                       |
| 42.                                   | 10 september 2013                     | Wales – Servië                        | 0 – 3                                 | Kwalificatie WK 2014                  |                                       |
| 43.                                   | 16 november 2013                      | Wales – Finland                       | 1 – 1                                 | Vriendschappelijk                     |                                       |
| 44.                                   | 5 maart 2014                          | Wales – IJsland                       | 3 – 1                                 | Vriendschappelijk                     | 70'                                   |
| 45.                                   | 9 september 2014                      | Andorra – Wales                       | 1 – 2                                 | Kwalificatie EK 2016                  | 22', 81'                              |
| 46.                                   | 10 oktober 2014                       | Wales – Bosnië en Herzegovina         | 0 – 0                                 | Kwalificatie EK 2016                  |                                       |
| 47.                                   | 13 oktober 2014                       | Wales – Cyprus                        | 2 – 0                                 | Kwalificatie EK 2016                  |                                       |
| 48.                                   | 16 november 2014                      | België – Wales                        | 0 – 0                                 | Kwalificatie EK 2016                  |                                       |
| 49.                                   | 28 maart 2015                         | Israël – Wales                        | 0 – 3                                 | Kwalificatie EK 2016                  | 50', 77'                              |
| 50.                                   | 12 juni 2015                          | Wales – België                        | 1 – 0                                 | Kwalificatie EK 2016                  | 25'                                   |
| 51.                                   | 3 september 2015                      | Cyprus – Wales                        | 0 – 1                                 | Kwalificatie EK 2016                  | 82'                                   |
| 52.                                   | 6 september 2015                      | Wales – Israël                        | 0 – 0                                 | Kwalificatie EK 2016                  |                                       |
| 53.                                   | 10 oktober 2015                       | Bosnië en Herzegovina – Wales         | 2 – 0                                 | Kwalificatie EK 2016                  |                                       |
| 54.                                   | 13 oktober 2015                       | Wales – Andorra                       | 2 – 0                                 | Kwalificatie EK 2016                  | 86'                                   |
| 55.                                   | 5 juni 2016                           | Zweden – Wales                        | 3 – 0                                 | Vriendschappelijk                     |                                       |
| 56.                                   | 11 juni 2016                          | Wales – Slowakije                     | 2 – 1                                 | EK 2016 groepsfase                    | 10'                                   |
| 57.                                   | 16 juni 2016                          | Engeland – Wales                      | 2 – 1                                 | EK 2016 groepsfase                    | 42'                                   |
| 58.                                   | 20 juni 2016                          | Rusland – Wales                       | 0 – 3                                 | EK 2016 groepsfase                    | 67'                                   |
| 59.                                   | 25 juni 2016                          | Wales – Noord-Ierland                 | 1 – 0                                 | EK 2016 achtste finale                |                                       |
| 60.                                   | 1 juli 2016                           | Wales – België                        | 3 – 1                                 | EK 2016 kwartfinale                   |                                       |
| 61.                                   | 6 juli 2016                           | Portugal – Wales                      | 2 – 0                                 | EK 2016 halve finale                  |                                       |
| 62.                                   | 5 september 2016                      | Wales – Moldavië                      | 4 – 0                                 | Kwalificatie WK 2018                  | 50', 90+5' (pen.)                     |
| 63.                                   | 6 oktober 2016                        | Oostenrijk – Wales                    | 2 – 2                                 | Kwalificatie WK 2018                  |                                       |
| 64.                                   | 9 oktober 2016                        | Wales – Georgië                       | 1 – 1                                 | Kwalificatie WK 2018                  | 10'                                   |
| 65.                                   | 12 november 2016                      | Wales – Servië                        | 1 – 1                                 | Kwalificatie WK 2018                  | 30'                                   |
| 66.                                   | 24 maart 2017                         | Ierland – Wales                       | 0 – 0                                 | Kwalificatie WK 2018                  |                                       |
| 67.                                   | 2 september 2017                      | Wales – Oostenrijk                    | 1 – 0                                 | Kwalificatie WK 2018                  |                                       |
| 68.                                   | 5 september 2017                      | Moldavië – Wales                      | 0 – 2                                 | Kwalificatie WK 2018                  |                                       |
| 69.                                   | 22 maart 2018                         | China – Wales                         | 0 – 6                                 | Vriendschappelijk                     | 2', 21', 62'                          |
| 70.                                   | 26 maart 2018                         | Uruguay – Wales                       | 1 – 0                                 | Vriendschappelijk                     |                                       |
| 71.                                   | 6 september 2018                      | Wales – Ierland                       | 4 – 1                                 | UEFA Nations League                   | 18'                                   |
| 72.                                   | 9 september 2018                      | Denemarken – Wales                    | 2 – 0                                 | UEFA Nations League                   |                                       |
| 73.                                   | 16 november 2018                      | Wales – Denemarken                    | 1 – 2                                 | UEFA Nations League                   | 89'                                   |
| 74.                                   | 20 november 2018                      | Albanië – Wales                       | 1 – 0                                 | Vriendschappelijk                     |                                       |
| 75.                                   | 24 maart 2019                         | Wales – Slowakije                     | 1 – 0                                 | Kwalificatie EK 2020                  |                                       |
| 76.                                   | 8 juni 2019                           | Kroatië – Wales                       | 2 – 1                                 | Kwalificatie EK 2020                  |                                       |
| 77.                                   | 11 juni 2019                          | Hongarije – Wales                     | 1 – 0                                 | Kwalificatie EK 2020                  |                                       |
| 78.                                   | 6 september 2019                      | Wales – Azerbeidzjan                  | 2 – 1                                 | Kwalificatie EK 2020                  | 84'                                   |
| 79.'                                  | 9 september 2019                      | Wales – Wit-Rusland                   | 1 – 0                                 | Vriendschappelijk                     |                                       |
| 80.                                   | 10 oktober 2019                       | Slowakije – Wales                     | 1 – 1                                 | Kwalificatie EK 2020                  |                                       |
| 81.                                   | 13 oktober 2019                       | Wales – Kroatië                       | 1 – 1                                 | Kwalificatie EK 2020                  | 45+3'                                 |
| 82.                                   | 16 november 2019                      | Azerbeidzjan – Wales                  | 0 – 2                                 | Kwalificatie EK 2020                  |                                       |
| 83.                                   | 19 november 2019                      | Wales – Hongarije                     | 2 – 0                                 | Kwalificatie EK 2020                  |                                       |
| 84.                                   | 3 september 2020                      | Finland – Wales                       | 0 – 1                                 | UEFA Nations League                   |                                       |
| 85.                                   | 6 september 2020                      | Wales – Bulgarije                     | 1 – 0                                 | UEFA Nations League                   |                                       |
| Als speler bij Tottenham Hotspur      |                                       |                                       |                                       |                                       |                                       |
| 86.                                   | 15 november 2020                      | Wales – Ierland                       | 1 – 0                                 | UEFA Nations League                   |                                       |
| 87.                                   | 18 november 2020                      | Wales – Finland                       | 3 – 1                                 | UEFA Nations League                   |                                       |
| 88.                                   | 24 maart 2021                         | België – Wales                        | 3 – 1                                 | Kwalificatie WK 2022                  |                                       |
| 89.                                   | 27 maart 2021                         | Wales – Mexico                        | 1 – 0                                 | Kwalificatie WK 2022                  |                                       |
| 90.                                   | 30 maart 2021                         | Wales – Tsjechië                      | 1 – 0                                 | Kwalificatie WK 2022                  |                                       |
| 91.                                   | 2 juni 2021                           | Frankrijk – Wales                     | 3 – 0                                 | Vriendschappelijk                     |                                       |
| 92.                                   | 5 juni 2021                           | Wales – Albanië                       | 0 – 0                                 | Vriendschappelijk                     |                                       |
| 93.                                   | 12 juni 2021                          | Wales – Zwitserland                   | 1 – 1                                 | EK 2020 groepsfase                    |                                       |
| 94.                                   | 16 juni 2021                          | Turkije – Wales                       | 0 – 2                                 | EK 2020 groepsfase                    |                                       |
| 95.                                   | 20 juni 2021                          | Italië – Wales                        | 1 – 0                                 | EK 2020 groepsfase                    |                                       |
| 96.                                   | 26 juni 2021                          | Wales – Denemarken                    | 0 – 4                                 | EK 2020 achtste finale                |                                       |
| Als speler bij Real Madrid            |                                       |                                       |                                       |                                       |                                       |
| 97.                                   | 1 september 2021                      | Finland – Wales                       | 0 – 0                                 | Vriendschappelijk                     |                                       |
| 98.                                   | 5 september 2021                      | Wit-Rusland – Wales                   | 2 – 3                                 | Kwalificatie WK 2022                  | 6' (pen.), 69' (pen.), 90+3'          |
| 99.                                   | 8 september 2021                      | Wales – Estland                       | 0 – 0                                 | Kwalificatie WK 2022                  |                                       |
| 100.                                  | 13 november 2021                      | Wales – Wit-Rusland                   | 5 – 1                                 | Kwalificatie WK 2022                  |                                       |
| 101.                                  | 24 maart 2022                         | Wales – Oostenrijk                    | 2 – 1                                 | Kwalificatie WK 2022                  | 25', 51'                              |
| 102.                                  | 29 maart 2022                         | Wales – Tsjechië                      | 1 – 1                                 | Vriendschappelijk                     |                                       |
| 103.                                  | 5 juni 2022                           | Wales – Oekraïne                      | 1 – 0                                 | Kwalificatie WK 2022                  | 34'                                   |
| 104.                                  | 8 juni 2022                           | Wales – Nederland                     | 1 – 2                                 | UEFA Nations League                   |                                       |
| 105.                                  | 11 juni 2022                          | Wales – België                        | 1 – 1                                 | UEFA Nations League                   |                                       |
| 106.                                  | 14 juni 2022                          | Nederland – Wales                     | 3 – 2                                 | UEFA Nations League                   | 90+2' (pen.)                          |
| Als speler bij Los Angeles            |                                       |                                       |                                       |                                       |                                       |
| 107.                                  | 22 september 2022                     | België – Wales                        | 2 – 1                                 | UEFA Nations League                   |                                       |
| 108.                                  | 25 september 2022                     | Wales – Polen                         | 0 – 1                                 | UEFA Nations League                   |                                       |
| 109.                                  | 21 november 2022                      | Verenigde Staten – Wales              | 1 – 1                                 | WK 2022 groepsfase                    | 82' (pen.)                            |
| 110.                                  | 25 november 2022                      | Wales – Iran                          | 0 – 2                                 | WK 2022 groepsfase                    |                                       |
| 111.                                  | 29 november 2022                      | Wales – Engeland                      | 0 – 3                                 | WK 2022 groepsfase                    |                                       |

## Erelijst
Tottenham Hotspur
- Football League Cup: 2007/08[25]

 Real Madrid
- FIFA Club World Cup: 2014[5], 2016[9], 2017, 2018
- UEFA Champions League: 2013/14[4], 2015/16[7], 2016/17[10], 2017/18, 2021/22
- UEFA Super Cup: 2014[6], 2016[8], 2017[26]
- Primera División: 2016/17[27], 2019/20, 2021/22
- Copa del Rey: 2013/14[28]
- Supercopa de España: 2017[29], 2019/20, 2021/22

 Los Angeles FC
- MLS Cup: 2022
- MLS Supporters' Shield: 2022

Individueel als speler
- Tottenham Hotspur Young Player of the Year: 2009/10, 2010/11
- Tottenham Hotspur Player of the Year: 2012/13
- UEFA Best Player in Europe: derde plaats in 2016
- UEFA Team van het Jaar: 2011, 2013
- UEFA Champions League Elftal van het Seizoen: 2015/16
- Welsh Voetballer van het Jaar: 2010, 2011, 2013, 2014, 2015, 2016
- ESM Team van het Jaar: 2012/13
- The Football Manager Team of the Decade: 2015
- Premier League Player of the Month: april 2010, januari 2012, februari 2013
- PFA Team of the Year: 2006/07 Championship, 2010/11 Premier League, 2011/12 Premier League, 2012/13 Premier League
- PFA Players' Player of the Year: 2010/11, 2012/13
- PFA Young Player of the Year: 2012/13
- FWA Footballer of the Year: 2012/13
- Premier League Speler van het Seizoen: 2012/13
- FIFA FIFPro World11 (tweede team): 2013
- FIFA FIFPro World11 (derde team): 2014, 2016
- FIFA FIFPro World11 (vierde team): 2015
- FIFA FIFPro World11 (vijfde team): 2017
- FIFA Club World Cup Gouden Bal: 2018
- BBC Wales Carwyn James Junior Sportsman of the Year: 2006
- Football Association of Wales Young Player of the Year: 2007
- BBC Wales Sports Personality of the Year: 2010